# Jean Chassagne
Jean Chassagne, francoski dirkač, * 26. julij 1881, Limoges, Francija, † 13. april 1947, Francija.
Jean Chassagne se je rodil 26. julija 1881 v francoskem mestu Limoges. Na dirkah za Veliko nagrado je prvič nastopil v sezoni 1910, ko je na dirki Copa de Catalunya v tovarniškem moštvu SA Hispano-Suiza osvojil četrto mesto, kasneje v sezoni pa je dosegel še tretje mesto na dirki Coupe des Voiturettes. Na dirki najvišjega ranga Grandes Épreuves za Veliko nagrado Francije v sezoni 1913 je osvojil tretje mesto, zdaj v tovarniškem moštvu Sunbeam, pramagala sta ga le Georges Boillot in Jules Goux iz moštva SA des Autos et Cycles Peugeot. Po prvi svetovni vojni je dosegel drugo mesto na dirki za Veliko nagrado Italije v sezoni 1921 v moštvu Etablissements Ballot, v sezoni 1922 pa ponovno v Sunbeamu svojo edino zmago kariere na dirki International Tourist Trophy. V drugem delu kariere je večinoma nastopal na vzdržljivostnih dirkah, na katerih je dosegel drugo mesto na dirki za 24 ur Le Mansa 1925 in tretje mesto na dirki za 24 ur Spaja 1927. V svoji karieri je trikrat nastopil tudi na ameriški dirki Indianapolis 500, v letih 1914, ko je dosegel najboljši štartni položaj, na dirki pa odstopil, 1920, ko je s sedmim mestom dosegel svoj najboljši rezultat na dirki, in 1921. Po dirki za Veliko nagrado Irske v sezoni 1930, na kateri je odstopil, se je upokojil kot dirkač. Umrl je leta 1947.